# Elecciones estatales de Chihuahua de 2016
Las elecciones estatales de Chihuahua de 2016 se llevaron a cabo el domingo 5 de junio de 2016, y en ellas fueron renovados los siguientes cargos de elección popular:
- Gobernador de Chihuahua. Titular del Poder Ejecutivo del estado, electo por única ocasión para un periodo de cuatro años con once meses no reelegible en ningún caso, el candidato electo fue Javier Corral Jurado.
- 33 diputados del Congreso del Estado. 22 electos por mayoría relativa en cada uno de los distritos electorales y 11 electos por el principio de representación proporcional mediante un sistema de lista y por única ocasión para un periodo de un año con once meses con posibilidad de reelección para el periodo inmediato.[2]
- 67 ayuntamientos. Compuestos por un Presidente Municipal y regidores, electos por única ocasión para un periodo de un año con once meses con posibilidad de reelección para el periodo inmediato.
- 67 Síndicos. Encargados de la fiscalización de los Ayuntamientos.

## Precandidaturas y elecciones internas

### Partido Acción Nacional
El 10 de noviembre de 2015, el secretario municipal de Delicias, anunció que el alcalde Jaime Beltrán del Río solicitaría una licencia a su cargo para contender por la candidatura del Partido Acción Nacional a la gubernatura del estado, siendo el primero en manifestar públicamente su intención.
El 13 de noviembre de 2015, la exdiputada federal y estatal Teresa Ortuño Gurza, anunció en entrevista con El Diario de Juárez que buscaría la candidatura a la gubernatura del estado por su partido.
El 23 de noviembre de 2015, el diputado y exalcalde de Chihuahua, Juan Blanco Zaldívar, en el marco de una visita en Ciudad Juárez, anunció que pediría licencia a su cargo como diputado federal el 3 de diciembre, conforme a la Ley Electoral del Estado de Chihuahua.
El 4 de diciembre de 2015 Beltrán del Río solicitó licencia a su cargo a partir del 5 de diciembre a pesar de no ser obligación de ley.
El 10 de diciembre de 2015, el exdiputado federal Carlos Angulo Parra, en entrevista con el diario El Mexicano, anunció que contendería por la candidatura del Partido Acción Nacional a la gubernatura del estado y así mismo criticó el actuar de su contrincante Juan Blanco Zaldívar.
El 14 de diciembre, los aspirantes con excepción de Teresa Ortuño, se reunieron con el presidente del Comité Directivo Estatal del PAN en Chihuahua, Mario Vázquez Robles, en donde se acordó que el método de elección del candidato sería mediante una encuesta abierta en todo el estado, donde el preferido por la ciudadanía será elegido por el PAN para la contienda estatal.
El 8 de enero de 2016, todos los aspirantes se reunieron junto con el delegado nacional en el Estado de Chihuahua, Jorge Camacho Peñaloza, además del senador Javier Corral Jurado, el diputado federal Gustavo Madero, el presidente estatal del PAN Mario Vázquez y Carlos Borruel Baquera que se sumó a la contienda, después de dicha reunión se anunció el 10 de enero anunciarían el método de elección de su candidato.
El 10 de enero de 2016, en el marco del Congreso Estatal del PAN se determinó por medio de la elección de los 120 consejeros panístas con 76 votos a favor, 12 en contra y 13 abstenciones que el método de elección del candidato sería mediante la formación de una comisión espacial dictaminadora que se basaría en perfiles, trayectoria, oportunidad política, propuestas y visión política, encuestas, opiniones ciudadanas, consultas a liderazgos y militantes del PAN, entrevistas a los aspirantes y su evaluación de desempeño en las mismas y otros factores de convicción, y que el candidato sería designado antes del 5 de febrero de 2016.
En entrevista con Sergio David Valles, en el Canal 28 de Chihuahua, el 13 de enero de 2016, el Senador de la República Javier Corral Jurado, anunció que tenía intención de buscar la candidatura de su partido a la Gubernatura del Estado. El 20 de enero de 2016 finalmente Javier Corral anunció que si contendería nuevamente por la candidatura a Gobernador del Estado.
El mismo 20 de enero en una comida en la Ciudad de México en la que estuvieron presentes el presidente Nacional del PAN Ricardo Anaya Cortés, el Secretario General Damián Zepeda, la Comisionada Nacional de Vinculación Josefina Vázquez Mota, el Comisionado Nacional Electoral Santiago Creel, el Delegado Nacional en el Estado de Chihuahua Jorge Camacho Peñaloza, el presidente Estatal del PAN Mario Vázquez Robles y los candidatos Teresa Ortuño Gurza, Carlos Angulo Parra, Jaime Beltrán del Río, Juan Blanco Zaldívar, Carlos Borruel Baquera y Javier Corral Jurado en donde se decidió el método de elección del candidato estando todos de acuerdo.
El 23 de enero de 2016, el aspirante Jaime Beltrán del Río anunció en rueda de prensa su renuncia a la contienda interna del PAN y al mismo partido, tras las reiteradas quejas del método de elección que había manifestado, ya que según argumentaba el PAN estaba "emulando" al PRI, también anunció que estaba buscando otra alternativa para la candidatura por medio de la postulación de otro partido.
El 27 de enero de 2016, se inició una serie de especulaciones en las que se apuntaba que Javier Corral se había retirado de la contienda interna del PAN, los cuales fueron desmentidos horas más tarde por el mismo en su cuenta de Facebook. El mismo día se anunció que el candidato sería anunciado el miércoles 3 de febrero de 2016.
La tarde del 2 de febrero de 2016 empezó a trascender en los medios del Estado de Chihuahua que Javier Corral Jurado sería el candidato del PAN a la Gubernatura del Estado de Chihuahua y, sería anunciado oficialmente al día siguiente.
Finalmente el 3 de febrero de 2016 en el Comité Ejecutivo Nacional del PAN en la Ciudad de México, la Comisión Permanente del PAN anunció que Javier Corral Jurado sería el candidato del PAN a la Gubernatura del Estado de Chihuahua por segunda ocasión.
El 9 de febrero de 2016, Javier Corral solicitó licencia de su cargo como senador de la República para contender por la Gubernatura del Estado de Chihuahua.
El 5 de marzo de 2016 en Instituto Nacional Electoral ordenó la retirada de un spot del PAN debido a una queja presentada por el PRI y bajo el argumento de que calumniaba al gobernador César Duarte Jáquez ya que lo acusaba del delito de peculado.
El 11 de marzo de 2016 Javier Corral concluyó su precampaña en Delicias.
El 12 de marzo de 2016 el Comité Directivo Estatal del PAN en Chihuahua Capital ratificó por unanimidad a Javier Corral como candidato a Gobernador del Estado. El 15 de marzo en el Comité Ejectuvo Nacional hizo lo propio en la Ciudad de México con la presencia y el reconocimiento del Presidente Nacional del PAN, Ricardo Anaya Cortés hacía Javier Corral.
El 17 de marzo de 2016, el presidente Nacional del PAN, Ricardo Anaya Cortés tomó protesta como candidato a Javier Corral en un evento en la plaza de Armas de la Ciudad de Chihuahua.
El 22 de marzo de 2016 Javier Corral se registró oficialmente como candidato del PAN a la Gubernatura de Chihuahua ante el Instituto Estatal Electoral.

### Partido Revolucionario Institucional
El 9 de junio de 2015, el alcalde de Juárez, Enrique Serrano Escobar manifestó en el marco de un evento de la Fundación del Empresariado Chihuahuense (Fechac) que buscaría la candidatura del Partido Revolucionario Institucional a la gubernatura del Estado, siendo el primero en manifestar dicha intención. El 21 de agosto Serrano Escobar volvió a manifestar públicamente su intención.
El 9 de julio de 2015, el exalcalde de Chihuahua, Marco Adán Quezada Martínez, anunció en el programa Aserto Radio de Antena 102.5 FM con Luis Javier Valero Flores y Georgina Torres Nájera, que buscaría la candidatura del PRI a la gubernatura del Estado, tras haberse rumoreado que buscaría una candidatura independiente, todo ello tras una reunión con el exgobernador José Reyes Baeza Terrazas el 4 de julio.
El mismo día que Quezada Martínez, la senadora de la república Graciela Ortiz González anunció en entrevista radiofónica en Grupo BM Radio con Israel Beltrán Montes, que buscaría también la candidatura a la gubernatura del estado.
De la misma manera, el 7 de agosto de 2015 en entrevista con El Diario de Juárez, el director general de administración y finanzas del programa social Prospera de la Secretaría de Desarrollo Social en el Estado de Chihuahua, Víctor Valencia de los Santos, anunció que contendería por la candidatura a gobernador del estado por el PRI.
A su vez el 30 de agosto de 2015, la senadora de la república Lilia Merodio Reza manifestó en entrevista con El Heraldo de Chihuahua su interés por buscar la gubernatura del estado.
Para el 26 de octubre de 2015, el alcalde de Chihuahua, Javier Garfio Pacheco anunció que buscaría la candidatura del PRI a la gubernatura del estado, al declarar "Soy aspirante a la gubernatura, no porque haya dicho sí voy, sino porque el partido me convocó" al diario El Sol de Parral.
El 28 de octubre de 2015, el exalcalde de Delicias y filántropo Óscar Villalobos Chávez anunció que analizaba participar en busca de la candidatura del PRI a la gubernatura del Estado.
El 9 de noviembre de 2015, el delegado del Instituto de Seguridad y Servicios Sociales de los Trabajadores del Estado en el Estado de Chihuahua, Jorge Esteban Sandoval, anunció en entrevista con El Diario de Juárez que buscaría la candidatura a gobernador del estado por el PRI.
El 4 de diciembre de 2015 el Secretario de Educación Cultura y Deporte del Estado, Marcelo Gónzalez Tachiquín, anunció mediante un vídeo en Facebook que ese día había presentado su renuncia a su cargo al Gobernador del Estado César Duarte para ir en busca de la candidatura de su partido a la gubernatura del estado. El mismo día, el representante del gobernador ante la Conferencia Nacional de Gobernadores (CONAGO) y dos veces alcalde de Juárez Héctor Murguía Lardizábal, anunció en rueda de prensa en Ciudad Juárez que ese día asistiría a la Capital del Estado a presentar su renuncia al Gobernador César Duarte. Además, el mismo 3 de diciembre, presentaron su renuncia también las senadoras Graciela Ortiz y Lilia Merodio, los alcaldes de Chihuahua y Juárez, Javier Garfio y Enrique Serrano respectivamente.
El 11 de diciembre de 2015, todos los precandidatos se reunieron en la Ciudad de México con el presidente nacional del PRI Manlio Fabio Beltrones, para firmar un "Pacto de Unidad". El 13 de diciembre la Diligencia Estatal del PRI presentó de manera oficial la convocatoria emitida por el Comité Ejecutivo Nacional para elegir al candidato a Gobernador del Estado y así mismo se anunció que el 23 de diciembre se presentaría y registraría el candidato ante el Instituto Estatal Electoral.
El 22 de diciembre de 2015, Cristopher James Barousse, líder nacional de la Red de Jóvenes por México del PRI, anunció que su partido apoyaría la candidatura del alcalde con licencia de Juárez, Enrique Serrano Escobar para buscar ser Gobernador del Estado y las de Héctor Murguía Lardizábal y Lucía Denisse Chavira para las alcaldías de Juárez y Chihuahua respectivamente.
El 10 de febrero de 2016, ante el Instituto Estatal Electoral fue registrada la precandidatura de Enrique Serrano Escobar por el Partido Revolucionario Institucional en alianza con Partido Verde Ecologista, Nueva Alianza y el Partido del Trabajo.
El 11 de febrero de 2016 a un día de haber iniciado su precampaña, el Instituto Nacional Electoral a través de la Comisión de Quejas y Denuncias del mismo, ordenó suspender un spot del PRI en e que aparecía el precandidato Enrique Serrano Escobar, debido a una queja del Partido Acción Nacional que argumentaba que el precandidato no podía utilizar tiempos de radio y televisión, por lo cual la Comisión dio un plazo de 24 horas para que el spot fuera reemplazado, hecho que no ocurrió.
El 20 de febrero de 2016 el Instituto Estatal Electoral de Chihuahua aprobó la coalición del PRI con el Partido Verde, el Partido del Trabajo y el Partido Nueva Alianza. El mismo día, el PAN volvió a solicitar la suspensión de los spots de Enrique Serrano en la radio y televisión, pero ahora ante el Instituto Estatal Electoral, debido a que el Artículo 98 de la Ley Electoral del Estado de Chihuahua según argumenta el PAN prohíbe la difusión de las precandidaturas en televisión.
El 13 de marzo de 2016 en el Gimnasio Manuel Bernardo Aguirre de la Ciudad de Chihuahua el Presidente Nacional del PRI Manlio Fabio Beltrones le tomó protesta a Enrique Serrano Escobar como candidato a Gobernador de Chihuahua por el PRI.
El 23 de marzo de 2016 se registró formalmente a Enrique Serrano Escobar ante el Instituto Estatal Electoral de Chihuahua como candidato de la coalición PRI-PVEM-PT-PANAL.

### Partido de la Revolución Democrática
El 22 de enero de 2016 se reveló que el PRD estaba analizando dos perfiles externos al partido para postularlo como candidato a gobernador, cerrando así las especulaciones sobre una alianza con el Partido Acción Nacional y que el 25 o 26 de enero se anunciaría quien sería el candidato.
El 23 de enero de 2016 el exprecandidato del PAN y alcalde con licencia de Delicias, Jaime Beltrán del Río anunció que había recibido un ofrecimiento del PRD para contender por la Gubernatura del Estado tras su renuncia al Partido Acción Nacional.
El 25 de enero de 2016 se anunció a Jaime Beltrán del Río como precandidato y virtual ganador de la candidatura del PRD a Gobernador del Estado.
El 4 de febrero de 2016, la presidenta Estatal del PRD, Crystal Tovar Aragón rechazó que su partido fuera a ir en alianza con PAN por la Gubernatura del Estado, esto tras los rumores surgidos tras la designación de Javier Corral Jurado como candidato del PAN.
El 12 de febrero de 2016 el PRD aceptó el registro como precandidata de Rosalba Bernal que había manifestado su interés con anterioridad, y había criticado el hecho de que Jaime Beltrán del Río renunciara al PAN y fuera en busca de la candidatura por el PRD. Ese mismo día ambos precandidatos iniciaron su precampaña.
El 16 de febrero de 2016, en conferencia de prensa el Presidente Nacional del PRD, Agustín Basave Benítez dijo que Javier Corral Jurado le parecía uno de los panistas más valiosos y que pantearía el Consejo del CEN del PRD el respaldar la candidatura de Javier Corral ese mismo día aunque el tema no fue discutido, y el tama se agendó para ser discutido en la siguiente sesión del CEN del PRD, siendo apoyada la búsqueda de la alianza con el PAN y Corral por perredístas como el diputado Guadalupe Acosta Naranjo, Sergio Leyva Ramírez, secretario nacional de jóvenes del Comité Ejecutivo Nacional del PRD y el exdiputado federal, Fernando Belauzarán Meléndez. Además, en ese día más tarde el PRD Estatal hizo circular un Comunicado de Prensa en el que se decía que el PRD solo analizaría una coalición en ela que el abanderado de su partido fuera el candidato, y que se habían aceptado formalmente las solicitudes de Rosalba Bernal y de Jaime Beltrán del Río para la elección interna, cerrando así cualquier posibilidad de ir en alianza con el PAN y Javier Corral, además, se anunció que el 5 de marzo de 2016 se daría a conocer al candidato del PRD a la Gubernatura del Estado.
El 5 de marzo de 2016 el PRD anunció que había elegido a Jaime Beltrán del Río exalcalde de Delicias por el PAN como su candidato con 98 votos a favor y 8 en contra.
El 10 de marzo de 2016, Sergio Leyva Ramírez, Secretario Nacional de Jóvenes del partido, presentó en la sesión del Comité Ejecutivo Nacional del PRD el proyecto de acuerdo de candidatura común con el Partido Acción Nacional en Chihuahua. La propuesta versaba en recuperar la línea política del PRD en la entidad que, en alianza formal y de facto en 2013 su dirigencia había registrado (en contra el estatuto del partido) cincuenta y tres candidaturas comunes con el PRI, así como apoyar la candidatura de Javier Corral Jurado quien encabezaba el movimiento democrático y opositor en la entidad. El documento fue desechado por dos votos a favor (el propio y de Agustín Basave Benítez), catorce en contra y dos abstenciones.
El 19 de marzo de 2016 se registró foralmente ante el Instituto Estatal Electoral a Jaime Beltrán del Río como candidato a Gobernador de Chihuahua por el PRD, siendo la misma aceptada.
El 22 de marzo de 2016 el presidente nacional del PRD, Agustín Basave dejó entrever una posible alianza electoral con el PAN dependiendo de cuál de los candidatos esté mejor posicionado, ya sea Jaime Beltrán del Río abanderado de su partido o Javier Corral Jurado del PAN. Basave comentó que había platicado del tema con la diputada chihuahuense Hortensia Aragón Castillo, y que esta le había comentado “Déjalo correr, vamos a ver qué pasa, quién se posiciona más adelante. Ya veremos si podemos hacer una alianza de facto después”, así como con Guadalupe Acosta Naranjo quien le comentó que no llamaría a votar por Corral Jurado pero que sí buscaría que toda la oposición apoyara al candidato mejor posicionado, ya fuera Corral Jurado, Beltrán del Río o cualquier otro.
Varios días después del registro de Jaime Beltrán del Río como candidato a Gobernador de Chihuahua por el PRD, se comenzó a especular que Jaime declinaría en favor de Javier Corral Jurado, a lo que la presidenta Estatal del PRD Guadalupe Aragón en rueda de prensa junto a la diputada federal Hortensia Aragón Castillo el 28 de marzo de 2016 que su candidato no declinaría en favor de Corral Jurado como se había especulado.
El 29 de marzo de 2016, Guadalupe Acosta Naranjo, Sergio Leyva Ramírez y Fernando Belaunzarán Méndez integrantes del grupo Iniciativa Galileos, se presentaron en rueda de prensa en el CEN del PRD fijando postura ante la solicitud de comparecencia y sanción que la dirección nacional del partido les hizo dado el activismo encabezado para formar un solo bloque opositor encabezado por Javier Corral Jurado. En la misma expusieron su apoyo a Corral y presentaron un video en el que Jaime Beltrán del Río se declaraba ser asesor financiero del Banco Progreso de Chihuahua, del cual presuntamente el Gobernador César Duarte Jáquez, fondeó con recursos públicos y en el que participó con recursos de procedencia ilícita así como que Corral Jurado era el mejor posicionado dentro de la oposición para sacar al PRI, todo esto dentro de una carta que enviaron al CEN del PRD titulada «¿Por qué apoyamos a Javier Corral?». Ante las acusaciones del Grupo de los Galileos, el CEN del PRD llamó a Jaime Beltrán y a la presidenta estatal del PRD para que aclaren la supuesta relación del candidato con el Gobernador Duarte.

### Partido Verde Ecologista de México
El 10 de febrero de 2016, ante el Instituto Estatal Electoral el Partido Verde Ecologista registró la precandidatura de Enrique Serrano Escobar, candidato del Partido Revolucionario Institucional en alianza con Nueva Alianza y el Partido del Trabajo.
El 20 de febrero de 2016 el Instituto Estatal Electoral de Chihuahua aprobó la coalición del PVEM con el Partido Revolucionario Institucional, el Partido del Trabajo y el Partido Nueva Alianza.
El 23 de marzo de 2016 se registró formalmente a Enrique Serrano Escobar ante el Instituto Estatal Electoral de Chihuahua como candidato de la coalición PRI-PVEM-PT-PANAL.

### Partido del Trabajo
El 3 de febrero de 2016 el Partido del Trabajo anunció en la Ciudad de México que iría en alianza con el Partido Revolucionario Institucional en Chihuahua, registrando como candidato a Enrique Serrano Escobar.
El 10 de febrero de 2016, ante el Instituto Estatal Electoral el Partido del Trabajo registró la precandidatura de Enrique Serrano Escobar, candidato del Partido Revolucionario Institucional en alianza con Nueva Alianza y el Partido Verde Ecologista.
El 20 de febrero de 2016 el Instituto Estatal Electoral de Chihuahua aprobó la coalición del PT con el Partido Revolucionario Institucional, el Partido Verde y el Partido Nueva Alianza.
El 23 de marzo de 2016 se registró formalmente a Enrique Serrano Escobar ante el Instituto Estatal Electoral de Chihuahua como candidato de la coalición PRI-PVEM-PT-PANAL.

### Movimiento Ciudadano
El 12 de noviembre de 2015, el exdiputado federal y exmilitante del Partido Acción Nacional, Cruz Pérez Cuéllar comentó en entrevista con El Heraldo de Chihuahua que buscaría la candidatura a gobernador por Movimiento Ciudadano, siendo así el primer interesado en buscar la candidatura por este partido. El 26 de noviembre en rueda de prensa en Ciudad Juárez, Pérez Cuellar ratificó su intención.
En entrevista con el diario digital El Tiempo el 21 de enero de 2016, el presidente estatal de Movimiento Ciudadano Miguel Alberto Vallejo Lozano dijo que se analizaban dos perfiles para la candidatura a la Gubernatura del Estado, el de Cruz Pérez Cuéllar y el del diputado local Fernando Reyes Ramírez así como que la convocatoria oficial sería lanzada el 25 de enero.
El 6 de febrero de 2016, Cruz Pérez Cuéllar se registró como precandidato único y virtual candidato a la Gubernatura del Estado por Movimiento Ciudadano.
El 22 de febrero de 2015 tras una queja del PAN ante el INE, un spot de Movimiento Ciudadano fue suspendido dado que en el aparecía el precandidato Cruz Pérez Cuéllar y la ley lo prohíbe.
El 11 de marzo de 2016 se informó que el Tribunal Electoral del Poder Judicial de la Federación (TEPJF) multó a Movimiento Ciudadano por la cantidad de 36,520 pesos debido a un spot en el que aparecía su precandidato a la Gubernatura del Estado, Cruz Pérez Cuéllar.
El 14 de marzo de 2016 Cruz Pérez Cuéllar fue elegido oficialmente como candidato del partido Movimiento Ciudadano a la Gubernatura del Estado de Chihuahua.
El 22 de marzo de 2016 Pérez Cuéllar presentó formalmente su registro como candidato ante el Instituto Estatal Electoral de Chihuahua.

### Nueva Alianza
El 13 de enero de 2016 en reunió se acordó el método de elección del candidato a Gobernador del Estado y se aprobó buscar alianzas con otros partidos como el PRI y el Partido Verde.
El 10 de febrero de 2016, ante el Instituto Estatal Electoral Nueva Alianza registró la precandidatura de Enrique Serrano Escobar, candidato del Partido Revolucionario Institucional en alianza con Partido del Trabajo y el Partido Verde Ecologista.
El 20 de febrero de 2016 el Instituto Estatal Electoral de Chihuahua aprobó la coalición del PANAL con el Partido Revolucionario Institucional, el Partido Verde y el Partido del Trabajo.
El 23 de marzo de 2016 se registró formalmente a Enrique Serrano Escobar ante el Instituto Estatal Electoral de Chihuahua como candidato de la coalición PRI-PVEM-PT-PANAL.

### Movimiento de Regeneración Nacional
El 22 de agosto de 2015, el entonces Presidente del Consejo Nacional de Morena Andrés Manuel López Obrador, dijo que "la ley no lo permite y que no se incurrirá en actos adelantados de campaña. No obstante, refirió que Víctor Quintana Silveyra fue elegido como el "Promotor de la Soberanía Nacional en el Estado de Chihuahua" e insistió que se trata de un "hombre limpio y honesto".
El 27 de enero de 2016 se anunció que Andrés Manuel López Obrador Presidente Nacional de Morena visitaría el Estado de Chihuahua de 3 al 7 de febrero de 2016, y durante dicha visita sería anunciado el candidato de Morena a la Gubernatura del Estado.
El 3 de febrero de 2016, en rueda de prensa, Andrés Manuel López Obrador anunció que el expanista Francisco Javier Félix Muñoz sería el candidato de Morena a la Gubernatura del Estado, y que por el contrario Víctor Quintana Silveyra no sería el candidato como se había especulado previamente debido a que éste cuenta con problemas de salud.
El registro como candidato de Javier Félix Muñoz estaba programado para el 21 de marzo de 2016 pero se canceló debido a que el partido esperaba la presencia gente del CEN de Morena. Finalmente el 24 de marzo Morena registró formalmente a Javier Félix Muñoz como candidato a Gobernador del Estado.

### Partido Encuentro Social
El 9 de febrero de 2016, el presidente estatal del Partido Encuentro Social, Edilberto Roybal Sosa, anunció que estaban en proceso de selección del candidato de su partido por la Gubernatura del Estado, y que sería dado a conocer conforme a los tiempos de la Convocatoria emitida por el instituto político y que no realizaría precampaña.
El 14 de marzo de 2016 el presidente nacional del Partido Encuentro Social Hugo Eric Flores Cervantes dijo en entrevista en Ciudad Juárez que su partido aún no definía si postularía candidato a la Gubernatura del Estado, pero que era probable que no fuere así y que en caso de no postular candidato su partido apoyaría a Enrique Serrano Escobar candidato del PRI, pero no meramente como una alianza o registrándolo como candidato común, y descartó apoyar a Javier Corral Jurado candidato del PAN debido a que considera su partido va en contra de la ideolgía del PES al realizar alianzas con partidos de izquierda.
Finalmente, el Partido Encuentro Social no registró candidato a la Gubernatura del Estado.

### José Luis Barraza "Chacho" (Candidatura Independiente)
El 22 de diciembre de 2015, el empresario deliciense y expresidente de la COPARMEX, José Luis “Chacho” Barraza González anunció que buscaría la gubernatura del estado como candidato independiente que anunciaría formalmente el 25 de diciembre de 2015. El 24 de diciembre José Barraza anunció formalmente que se registraría como aspirante a candidato independiente al Gobierno del Estado.
El 6 de enero de 2016, fue reconocida la intención de José Luis Barraza para buscar ser candidato a Gobernador del Estado, momento a partir del cual se le dio tiempo de 45 días para recabar 76,000 firmas para ser oficialmente candidato.
El 29 de enero, Chacho Barraza anunció que ya había recolectado 71,000 firmas de las 75,000 que necesita para lograr ser registrado como Candidato Independiente.
El 20 de febrero de 2016, venció el plazo para juntar firmas, y Chacho Barraza anunció que había reunido casi 150,000 firmas siendo que solo necesitaba 76,000, así mismo acusó a las policías municipales de Batopilas, Bachíniva y Urique de no haber dejado entrar a los municipios a sus recolectores de firmas diciendo que "solo el candidato del PRI tenía oportunidad", además de que en Cuauhtémoc había quienes recolectaban firmas en su nombre y después rompían los formatos y los tiraban a la basura y que en Hidalgo del Parral habían sido atacado tras ser acusados de dar dinero y despensas a cambio de firmas.
El 25 de febrero de 2016 el Chacho Barraza presentó ante el Instituto Estatal Electoral de Chihuahua las poco más de 156,000 firmas que había reunido, además ese mismo día renunció a la administración de Aeroméxico.
El 11 de marzo el Instituto Nacional Electoral (INE) avaló la candidatura de José Luis Barraza turnando al Instituto Estatal Electoral la determinación final, tras haber avalado el primero poco más de 139,000 firmas.
Finalmente el 14 de marzo de 2016, el Instituto Estatal Electoral aprobó la candidatura independiente de José Luis Barraza González después de haber invalidado 25,087 firmas de las poco más de 156,000 que había presentado.
El 20 de marzo de 2016 se registró formalmente ante el Instituto Estatal Electoral de Chihuahua José Luis Barraza como candidato independiente a la Gubernatura del Estado de Chihuahua.

## Campaña Electoral

### Javier Corral Jurado (PAN)
Javier Corral inició su campaña el 3 de abril de 2016 en el Comité Directivo Municipal de Ciudad Juárez a las 00:00 horas, más tarde realizó una carrera con el público en general en Ciudad Juárez y por la tarde inició con un evento en El Palomar de la Ciudad de Chihuahua.
El 4 de abril, fue impugnada por parte del Partido Nueva Alianza la candidatura de Corral Jurado, debido a que argumentaban no se había separado de su cargo como senador con seis meses de antelación a la fecha de la elección.
El 10 de abril de 2016, en Ciudad Juárez se presentó la Alianza Ciudadana por Ciudad Juárez que contó con la participación de líderes del PAN, de otros partidos así como intelectuales de talla nacional que, apoyarán a Javier Corral en su candidatura al Gobierno del Estado de Chihuahua, entre las personalidades que participaron en el evento estuvieron Ricardo Anaya Cortés, Santiago Creel Miranda, Gerardo Fernández Noroña, Elena Poniatowska, Denise Dresser, Ricardo Raphael, Porfirio Muñoz Ledo, Lucha Castro, Gabino Gómez, Alma Gómez, Gustavo Madero Muñoz, María Rojo, Manuel Espino, Marco Adame Castillo, Guadalupe Acosta Naranjo, Armando Ríos Piter, Víctor Quintana Silveyra, Clara Jusidman, Alfredo Figueroa Fernández, Manuel Clouthier Carrillo, Fernando Belaunzarán Méndez, Marco Rascón, Mario Saucedo, Sanjuana Martínez, Xavier Nava, Hugo Almada y Andrés Carbajal Casas, entre otras personalidades de la política del país además de organizaciones como El Barzón de Chihuahua y el Frente Democrático Campesino.
El 16 de abril se dio el primer encuentro público entre varios candidatos, en un Foro del Colegio de Médicos de Chihuahua, A.C. en el que Corral Jurado participó, criticando fuertemente al gobernador César Duarte.
Para el 18 de abril El Tribunal Estatal Electoral desechó la primera impugnación a la candidatura de Corral Jurado.
El día 21 de abril se llevó a cabo un foro entre candidato en las instalaciones del Instituto Tecnológico y de Estudios Superiores de Monterrey de la Ciudad de Chihuahua que contó con la participación de Javier Corral.
El 23 de abril se llevó a cabo el evento de la Alianza Ciudadana por Chihuahua que contó con la participación de liderazgos regionales así como del excandidato a la presidencia de la república y fundador del PRD, Cuauhtémoc Cárdenas Solórzano. Ese mismo día se llevó a cabo el resgitro ante el Instituto Estatal Electoral de Maru Campos en donde estuvieron además de Javier Corral, la excandidata del PAN a la presidencia, Josefina Vázquez Mota.
El 25 de abril, el Tribunal Estatal Electoral anunció una amonestación pública a Javier Corral por actos anticipados de campaña.
El 28 de abril, se llevó a cabo en la plaza de Armas de Chihuahua el arranque de campaña Maru Campos, que contó con la participación del expresidente de la república, Felipe Calderón Hinojosa y la del mismo Corral Jurado, lo que generó polémica debido a las diferencias en el pasado entre Corral y Calderón. Ahí mismo, Corral Jurado criticó fuertemente la decisión del Instituto Estatal Electoral de cambiar la fecha del debate entre candidatos del 4 de mayo al día 21 del mismo mes y la decisión de dejar solo un debate, acusando a la autoridad electoral de actual en favor del candidato del PRI, Enrique Serrano.
El 30 de abril se dio el primer encuentro entre los seis candidatos, en un foro llevado a cabo en las instalaciones de la Cámara Mexicana de la Industria de la Construcción (CMIC) de Chihuahua. Ahí mismo, Javier Corral pidió abiertamente a los seguidores de José Luis Barraza sumarse a su proyecto, en donde los invitó a realizar un "voto útil" y a no "hacerle caldo gordo" al PRI.
El día 3 de mayo de 2016 el Tribunal Estatal Electoral resolvió como improcedente la impugnación de la candidatura de Javier Corral presentada por el Partido Nueva Alianza, porque la autoridad electoral consideró que a pesar de no haberse separado del cargo como senador con seis meses de antelación, el hecho de retirarle la candidatura sería atentar contra los derechos humanos de Corral Jurado así como acotar la pluralidad del proceso electoral. El mismo día el Tribunal Electoral del Poder Judicial de la Federación desechó la impugnación en contra de Corral, debido a que este órgano argumentó que el senador no estaba obligado a pedir licencia.
El 6 de mayo se llevó a cabo un foro entre candidato en las instalaciones del Instituto Tecnológico y de Estudios Superiores de Monterrey de Ciudad Juárez que contó con la participación de Javier Corral.
El 7 de mayo, el coordinador general de la campaña de Chacho Barraza en la zona noroeste del estado renunció para integrarse al equipo de trabajo de Javier Corral.
El 9 de mayo de 2016 apareció en Ciudad Juárez un espectacular en que se acusaba a Javier Corral y sus hermanos de formar parte del crimen organizado.
El 12 de mayo estuvo Santiago Creel Miranda estuvo en la Ciudad de Chihuahua apoyando a Corral en un mitin realizado al norte de la ciudad.
El 16 de mayo Javier Corral presentó su Plan de Gobierno en la Ciudad de Chihuahua, evento en el cual estuvieron presentes Ricardo Anaya Cortés y Denise Dresser. Al siguiente día hizo lo propio en Ciudad Juárez.
El 18 de mayo se llevó a cabo un foro de candidatos en la Universidad Autónoma de Ciudad Juárez que contó con la participación de Javier Corral. Ese mismo día el Tribunal Electoral federal resolvió que la candidatura de Javier Corral era legal, esto tras una queja presentada por el partido Nueva Alianza.
El 19 de mayo, Roberto Gil Zuarth ratificó su apoyo total a los candidatos del PAN en Chihuahua.
El 21 de mayo se llevó a cabo el debate entre los candidatos a gobernador.

### Enrique Serrano (PRI-PVEM-PT-PANAL)
Enrique Serrano inició campaña a las 00:00 del 3 de abril de 2016 en las instalaciones del Comité Directivo Estatal del PRI en Chihuahua Capital.
El 16 de abril, se dio el primer encuentro público entre varios candidatos, en un Foro del Colegio de Médicos de Chihuahua, A.C. en el que Enrique Serrano participó.
El 19 de abril, varias organizaciones en pro de los derechos y la igualdad de la mujer anunciaron que presentarían una denuncia ante el Consejo Nacional para Prevenir la Discriminación, por un discurso dado el 17 de abril en Carichí por el candidato Enrique Serrano, en donde dijo que "llevaría novias de Juárez a los hombres de Carichí", que a consideración de dichas organizaciones era misógino y discriminatorio.
El día 21 de abril se llevó a cabo un foro entre candidato en las instalaciones del Instituto Tecnológico y de Estudios Superiores de Monterrey, en el que Serrano fue el único candidato que no participó.
El 25 de abril, el Tribunal Estatal Electoral anunció una amonestación pública a Enrique Serrano por actos anticipados de campaña.
El 28 de abril, fue detenido Gabriel Ortega Pérez, suplente del candidato a Diputado por el distrito 16 de Chihuahua Capital, después de haber increpado a Enrique Serrano de haber aprobado el endeudamiento del estado de Chihuahua. Ante esto, Morena acusó al PRI de arrestar arbitrariamente a Orte Pérez, y responsabilizando a Enrique Serrano de todo lo que le pudiere ocurrir, ante lo que el presidente Estatal del PRI, Guillermo Dowell deslindó al PRI y a su candidato Enrique Serrano.
El 29 de abril se anunció que el debate entre los candidatos programado para el 4 de mayo fue movido al día 21 del mismo mes, ante lo que Enrique Serrano dijo que "no se trataba de un concurso de oratoria, sino de ser gobernador de chihuahua".
El 30 de abril se dio el primer encuentro entre los seis candidatos, en un foro llevado a cabo en las instalaciones de la Cámara Mexicana de la Industria de la Construcción (CMIC) de Chihuahua. El mismo día, Serrano acompañó a la candidata del PRI a la alcaldía de Chihuahua, Lucía Chavira Acosta en su inicio de campaña que contó con la participación de Manlio Fabio Beltrones.
El 6 de mayo se llevó a cabo un foro entre candidato en las instalaciones del Instituto Tecnológico y de Estudios Superiores de Monterrey de Ciudad Juárez que no contó con la participación de Enrique Serrano.
El 14 de mayo, Serrano Escobar encabezó el Foro Estatal del Agua en Cuauhtémoc.
El 16 de mayo Enrique Serrano fue acompañado en múltiples eventos por el actor y cantante David Zepeda, hecho que fue criticado por militantes de los partidos contrarios.
El 19 de mayo se llevó a cabo un foro de candidatos en la Universidad Autónoma de Ciudad Juárez que contó con la participación de Enrique Serrano. El mismo día, Serrano presentó una serie de 60 propuestas de plan de gobierno para Ciudad Juárez.
El 21 de mayo se llevó a cabo el debate entre los candidatos a gobernador.

### Jaime Beltrán del Río (PRD)
Jaime Beltrán del Río inició campaña en la Ciudad de Chihuahua yendo posteriormente a un magno evento en Camargo, en compañía de iderazgos nacionales de su partido como Jesús Ortega Martínez y Silvano Aureoles Conejo.
El 16 de abril, se dio el primer encuentro público entre varios candidatos, en un Foro del Colegio de Médicos de Chihuahua, A.C. en el que Beltrán del Río participó.
El día 21 de abril se llevó a cabo un foro entre candidato en las instalaciones del Instituto Tecnológico y de Estudios Superiores de Monterrey, en el que Jaime Beltrán del Río participó junto a otros cuatro candidatos.
El 30 de abril se dio el primer encuentro entre los seis candidatos, en un foro llevado a cabo en las instalaciones de la Cámara Mexicana de la Industria de la Construcción (CMIC) de Chihuahua.
El 6 de mayo se llevó a cabo un foro entre candidato en las instalaciones del Instituto Tecnológico y de Estudios Superiores de Monterrey de Ciudad Juárez que contó con la participación de Beltrán del Río.
El 20 de mayo se llevó a cabo un foro de candidatos en la Universidad Autónoma de Ciudad Juárez que contó con la participación de Beltrán del Río.
El 21 de mayo se llevó a cabo el debate entre los candidatos a gobernador.

### Cruz Pérez Cuéllar (MC)
Cruz Pérez Cuéllar inició su campaña en el parque de la Presa El Rejón de Chihuahua Capital el 3 de abril de 2016 a las 00:00 horas.
El 8 de abril de 2016, Cruz Pérez Cuéllar y su partido fueron sancionados por el Tribunal Estatal Electoral después de una denuncia del Partido Acción Nacional por actos anticipados de campaña.
El 16 de abril, se dio el primer encuentro público entre varios candidatos, en un Foro del Colegio de Médicos de Chihuahua, A.C. en el que Cruz participó.
El día 21 de abril se llevó a cabo un foro entre candidato en las instalaciones del Instituto Tecnológico y de Estudios Superiores de Monterrey, en el que Pérez Cuéllar participó activamente.
El 30 de abril se dio el primer encuentro entre los seis candidatos, en un foro llevado a cabo en las instalaciones de la Cámara Mexicana de la Industria de la Construcción (CMIC) de Chihuahua.
El 6 de mayo se llevó a cabo un foro entre candidato en las instalaciones del Instituto Tecnológico y de Estudios Superiores de Monterrey de Ciudad Juárez que contó con la participación de Cruz Pérez Cuéllar.
El 19 de mayo se llevó a cabo un foro de candidatos en la Universidad Autónoma de Ciudad Juárez que contó con la participación de Pérez Cuéllar.
El 21 de mayo se llevó a cabo el debate entre los candidatos a gobernador.

### Javier Félix (MORENA)
El candidato de Morena inició su campaña en Ciudad Juárez en el fraccionamiento Misiones del Real.
El 16 de abril, se dio el primer encuentro público entre varios candidatos, en un Foro del Colegio de Médicos de Chihuahua, A.C. en el que Félix Muñoz participó.
El día 21 de abril se llevó a cabo un foro entre candidato en las instalaciones del Instituto Tecnológico y de Estudios Superiores de Monterrey, en el que Javier Félix participó.
El 30 de abril se dio el primer encuentro entre los seis candidatos, en un foro llevado a cabo en las instalaciones de la Cámara Mexicana de la Industria de la Construcción (CMIC) de Chihuahua.
El 6 de mayo se llevó a cabo un foro entre candidato en las instalaciones del Instituto Tecnológico y de Estudios Superiores de Monterrey de Ciudad Juárez que contó con la participación de Félix Muñoz.
El 11 de mayo, el candidato fue acompañado por el presidente nacional de Morena en un mitin en la plaza de Armas de Chihuahua.
El 21 de mayo se llevó a cabo el debate entre los candidatos a gobernador.

### José Luis Barraza (INDEPENDIENTE)
José Luis Barra inició su campaña a las 00:00 horas del 3 de abril de 2016 en Ciudad Juárez en las instalaciones de un cine.
El día 9 de abril, Chacho y su equipo denunciaron públicamente que su equipo de brigadistas en Hidalgo del Parral han sufrido acoso de parte de autoridades locales.
El 15 de abril fue rechazado por parte del Tribunal Estatal Electoral una solicitud de José Luis Barraza para doblar su tope de financiamiento privado para su campaña.
El 16 de abril, se dio el primer encuentro público entre varios candidatos, en un Foro del Colegio de Médicos de Chihuahua, A.C. en el que Barraza fue el único candidato que no participó.
El día 21 de abril se llevó a cabo un foro entre candidato en las instalaciones del Instituto Tecnológico y de Estudios Superiores de Monterrey, en el Barraza González participó.
El 28 de abril se anunció que Chacho Barraza denunció al Gobernador César Duarte Jáquez por las irregularidades en la compra de un nuevo helicóptero después del siniestro que tuvo en 2015.
El día 29 de abril, Barraza González llamó mediante un spot a la realización de más debates, y dijo que el PRI y el PAN tenían miedo de más debates, todo ello ante la cancelación de uno de los dos debates a realizarse.
El 30 de abril se dio el primer encuentro entre los seis candidatos, en un foro llevado a cabo en las instalaciones de la Cámara Mexicana de la Industria de la Construcción (CMIC) de Chihuahua. Ahí mismo, Javier Corral Jurado pidió abiertamente a los seguidores de Chacho Barraza sumarse a su proyecto, en donde los invitó a realizar un "voto útil" y a no "hacerle caldo gordo" al PRI, ante lo cual el mismo candidato independiente contestó a Corral que no se sumarían a ningún proyecto partidario debido a que su proyecto era totalmente independiente.
El 6 de mayo se llevó a cabo un foro entre candidato en las instalaciones del Instituto Tecnológico y de Estudios Superiores de Monterrey de Ciudad Juárez que contó con la participación de Chacho Barraza.
El 11 de mayo Barraza protestó a las afueras del Palacio de Gobierno de Chihuahua en contra del gobernador César Duarte Jáquez, acusándolo de corrupción.
El 13 de mayo, el Chacho ofreció a Javier Corral Jurado encabezar la Fiscalía Anticorrupción en caso de que Corral Jurado declinara en su favor.
El 21 de mayo se llevó a cabo el debate entre los candidatos a gobernador.

## Encuestas preelectorales
| Fecha                     | Encuestadora                         | PAN: Javier Corral Jurado | PRI-PVEM-PANAL-PT: Enrique Serrano Escobar | PRD: Jaime Beltrán del Río | MC: Cruz Pérez Cuéllar | Morena: Francisco Javier Félix Muñoz | Independiente: José Luis Barraza | Notas |
| ------------------------- | ------------------------------------ | ------------------------- | ------------------------------------------ | -------------------------- | ---------------------- | ------------------------------------ | -------------------------------- | --- |
| junio/2015 a febrero/2016 | Gabinete de Comunicación Estratégica | 28%                       | 25%                                        | 7%                         | ---                    | 12%                                  | 28%                              | Encuesta realizada de junio de 2015 a febrero de 2016. Encuesta realiza antes de la postulación de Cruz Pérez Cuéllar. Resultados netos. Empate técnico entre Javier Corral Jurado y José Luis Barraza. |
| febrero/2016              | Encuesta PRI                         | 34%                       | 40%                                        | 7%                         | 5%                     | 3%                                   | 11%                              | Encuesta realizada a petición del PRI. |
| marzo/2016                | SABA Consultores                     | 31.3%                     | 30.5%                                      | 5.4%                       | 8.4%                   | 4.2%                                 | 20.2%                            | |
| marzo/2016                | El Diario de Chihuahua               | 27.7%                     | 49.4%                                      | 4.4%                       | 3.3%                   | 3.0%                                 | 12.2%                            | Resultados netos. |
| abril/2016                | Gabinete de Comunicación Estratégica | 26.2%                     | 33.9%                                      | 3.9%                       | 2.7%                   | 8.4%                                 | 24.9%                            | Resultados netos. |
| abril/2016                | IPC Estadística                      | 42.2%                     | 22.3%                                      | 7.8%                       | 4.1%                   | 4.2%                                 | 19.2%                            | Resultados netos. |
| abril/2016                | El Universal                         | 29.0%                     | 50.6%                                      | 3.7%                       | 2.3%                   | 6.0%                                 | 8.4%                             | Resultados netos. |
| abril/2016                | Consulta Mitofsky                    | 23.2%                     | 43.2%                                      | 9.2%                       | 1.3%                   | 4.0%                                 | 19.1%                            | Resultados netos. |
| abril/2016                | Punto. COM                           | 36.51%                    | 12.50%                                     | 8.34%                      | 4.17%                  | 8.34%                                | 30.14%                           | Resultados netos. |
| mayo/2016                 | Massive Caller                       | 47.3%                     | 33.1%                                      | ---                        | ---                    | ---                                  | 19.8%                            | Resultados netos. Encuesta entre los candidatos del PAN, PRI-PVEM-PANAL-PT y el Independiente. |
| mayo/2016                 | El Universal                         | 35.6%                     | 44.0%                                      | 2.2%                       | 1.5%                   | 3.9%                                 | 12.8%                            | |
| mayo/2016                 | Hergo-Wolfen Consultores             | 41.3%                     | 28.3%                                      | ---                        | ---                    | ---                                  | 30.4%                            | Resultados netos. |
| mayo/2016                 | Hora Cero Encuestas                  | 34.9%                     | 30.3%                                      | 3.7%                       | 1.4%                   | 1.9%                                 | 11.8%                            | No sabía/no contestó equivalentes al 16%. |
| mayo/2016                 | El Financiero                        | 39%                       | 42%                                        | 2%                         | 2%                     | 2%                                   | 12%                              | |
| junio/2016                | Mitofsky                             | 39%                       | 31%                                        | ---                        | ---                    | ---                                  | 20%                              | Encuesta de salida. |

### Sondeos y monitores
| Fecha        | Encuestadora                       | PAN: Javier Corral Jurado | PRI-PVEM-PANAL-PT: Enrique Serrano Escobar | PRD: Jaime Beltrán del Río | MC: Cruz Pérez Cuéllar | MORENA: Francisco Javier Félix Muñoz | Independiente: José Luis Barraza | Notas |
| ------------ | ---------------------------------- | ------------------------- | ------------------------------------------ | -------------------------- | ---------------------- | ------------------------------------ | -------------------------------- | --- |
| febrero/2016 | Sistema Noticioso Radiza (Vía web) | 38%                       | 34%                                        | 13%                        | 1%                     | 2%                                   | 12%                              | Encuesta virtual en web. Encuesta realizada antes de la aprobación de la candidatura de José Luis Barraza.         |
| marzo/2016   | Encuesta independiente(Vía web)    | 33%                       | 31%                                        | 24%                        | 1%                     | 2%                                   | 10%                              | Encuesta virtual en web. Encuesta realizada por ciudadanos en las ciudades de Chihuahua, Parral, Delicias y Juárez |
| abril/2016   | Canal 11 TV Camargo (Vía web)      | 37%                       | 24%                                        | 20%                        | 1%                     | 4%                                   | 14%                              | Encuesta virtual en web.                                                                                           |
| abril/2016   | Porlalibre.com.mx (Vía web)        | 47.92%                    | 25.00%                                     | 2.08%                      | 2.08%                  | 2.08%                                | 20.83%                           | Encuesta virtual en web.                                                                                           |
| mayo/2016    | vivirenchihuahua.com.mx (Vía web)  | 33.00%                    | 39.00%                                     | 5.00%                      | 2.00%                  | 2.00%                                | 19.00%                           | Encuesta virtual en web.                                                                                           |

## Resultados electorales

### Gobernador
|  | 39.74 % |

|  | 30.74 % |

|  | 2.24 % |

|  | 2.71 % |

|  | 2.36 % |

|  | 0.00 % |

|  | 18.60 % |

|  | 0.32 % |

|  | 96.71 % |

|  | 3.29 % |

|  | 48.37 % |

|  | 51.63 % |

### Ayuntamientos

Distribución de los ayuntamientos de Chihuahua por partido político
Partido Acción Nacional
Partido Revolucionario Institucional
Partido Verde Ecologista de México
Movimiento Ciudadano
Candidatos Independientes

|  | 30.78 % |

|  | 24.53 % |

|  | 2.76 % |

|  | 2.03 % |

|  | 1.22 % |

|  | 2.63 % |

|  | 3.23 % |

|  | 3.02 % |

|  | 1.44 % |

|  | 24.85 % |

|  | 0.21 % |

|  | 96.70 % |

|  | 3.30 % |

|  | 48.87 % |

#### Ayuntamiento de Chihuahua
|  | 44.33 % |

|  | 26.13 % |

|  | 0.89 % |

|  | 1.34 % |

|  | 2.49 % |

|  | 1.13 % |

|  | 21.41 % |

|  | 0.20 % |

|  | 97.94 % |

|  | 2.06 % |

|  | 53.42 % |

|  | 46.58 % |

- Nota: El candidato independiente Javier Mesta Delgado declinó su candidatura en favor de Enrique Terrazas Seyffert.[166] Los candidatos titulares del partido Movimiento Ciudadano, Abril Padilla Amador y del Partido Encuentro Social, Guillermo Gutiérrez González, declinaron como candidatos por Enrique Terrazas Seyffert, y, entonces sus partidos llamaron a los suplentes a ocupar la candidatura, pues, como partidos no declinarían por el independiente.[167][168]

#### Ayuntamiento de Juárez
|  | 14.61 % |

|  | 24.86 % |

|  | 1.10 % |

|  | 0.00 % |

|  | 4.24 % |

|  | 1.90 % |

|  | 49.14 % |

|  | 0.36 % |

|  | 96.21 % |

|  | 3.79 % |

|  | 40.95 % |

|  | 59.05 % |

### Sindicaturas

Distribución de las sindicaturas de Chihuahua por partido político
Partido Acción Nacional
Partido Revolucionario Institucional
Partido de la Revolución Democrática
Partido del Trabajo
Partido Verde Ecologista de México
Movimiento Ciudadano

|  | 40.17 % |

|  | 25.57 % |

|  | 3.97 % |

|  | 2.75 % |

|  | 1.74 % |

|  | 6.03 % |

|  | 4.52 % |

|  | 5.82 % |

|  | 4.41 % |

|  | 0.42 % |

|  | 95.40 % |

|  | 4.60 % |

|  | 48.74 % |

### Congreso del Estado de Chihuahua

Distribución de los distritos de Chihuahua por partido político:
Partido Acción Nacional
Partido Revolucionario Institucional

|  | 38.00 % |

|  | 17.85 % |

|  | 3.55 % |

|  | 4.43 % |

|  | 5.34 % |

|  | 6.25 % |

|  | 7.86 % |

|  | 6.80 % |

|  | 4.37 % |

|  | 5.56 % |

|  | 100 % |